# Округ Маком (Мичиген)
Округ Маком (енгл. Macomb County) је округ у америчкој савезној држави Мичиген.

## Демографија
По попису из 2010. године број становника је 840.978, што је 52.829 (6,7%) становника више него 2000. године.
| Група             | 2000.           | 2010.           |
| Белци             | 721.882 (91,6%) | 705.693 (83,9%) |
| Афроамериканци    | 21.326 (2,7%)   | 72.723 (8,6%)   |
| Азијати           | 16.843 (2,1%)   | 25.063 (3,0%)   |
| Хиспаноамериканци | 12.435 (1,6%)   | 19.095 (2,3%)   |
| Укупно            | 788.149         | 840.978         |